# Alcoentre
Alcoentre es una freguesia portuguesa del concelho de Azambuja, con 47,00 km² de superficie y 3.535 habitantes (2001). Su densidad de población es de 75,2 hab/km².